# 广州巴士
广州巴士，是广州市内的主要交通方式之一，由廣州市政府主導下調撥財政資源支持、广州市公共交通集团下属公交公司以及部分民营公交公司營運。

## 历史

### 黄包车时期
在19世纪末，由于巴士还未普及，广州市内主要的主要交通工具都是日本进口的黄包车，即「东洋车」。当时在广州市内营运的黄包车公司——利源、协安、大益、安乐等10几间公司共有200多部黄包车。黄包车可以按路线照着门牌将客人过去，頗為方便，故黄包车的生意做了很久。
黄包车进入中国之后就被多次改造，并最终改为汽轮车版本。人们还在为黄包车升级时就出现了一批脚踏三轮搭客车；而脚踏三轮搭客车出现之后，黄包车就开始淘汰了。

### 巴士運輸成型
1920年，由于有很多搭客车在马路上跑，广东电车有限公司从国外购买了一批铁轮货车改成搭客汽车，但由于品质很差，不断出现交通事故，导致该搭客汽车被政府禁止。
1921年，廣州市政公所成立，開始試辦市內巴士服務，初時有4部車，每車座位14個，共設6站，每站收銅元8枚。
1922年，加拿大华侨蒋寿石从加拿大购买了了15部旧的货车，并为其加装了顶篷和两排长的座凳，使它们成为8座客车；他还创办了广州的第一间巴士公司来推广巴士业务，營運有4條巴士路線。当时有一首流行的广告歌：「搭上加拿大，快趣好世界；行路嚤得多，车仔（三轮车）冇咁快；一粒嘢之嘛，快搭加拿大。」之后，陆续有一批港澳和国外华侨创办的私人巴士公司成立，营运俗称“火柴盒”的巴士。那时，每辆巴士上共有8位员工，分甲、乙两班，每班由一位司机、一位助手和两位俗称“卖飞佬”的售票员构成。而且每部车有2个车门给乘客上下车，大门是由售票员自己动手拉的。在交通繁忙或车辆稀少时，经常出现每部巴士塞了至少50名乘客的拥挤情况。
1926年，在广州市区拉客运营的汽车公司已达20多家，故市政當局制定《承辦廣州市搭客汽車章程》，規定客運汽車業務以競投方式招商承辦，并由利行、利民、国民、模范4间公司得到巴士的办理权。在1926年至1928年间只有10部巴士，1年后又增加了10部巴士。
1928年，广州市政厅正式划出公交线路，分为红、黄、绿三线：红线从广九火车站到普济桥，黄线从黃沙开往东山公园，绿线从普济桥开往大新公司。一年后，由于车辆增多，光用颜色已无法分清线路了，官方开始改用号码标注。同年，廣州市公用局在香港訂造14座搭客汽車，開辦市營巴士，這批車裝有彈簧座位，並設有電燈、電鈴，乘客上、下車可按電鈴通知司機停車、開車。
到了1931年，福利、利行、中华、通行、侨商、德记、广华、利南、模范共9间公司得到第二次办理巴士名额的资格，由于是政府招商，总共招得一百多部巴士。
1934年4月，巴士上開始安裝指揮燈。1935年廣州營運巴士合共有117部，当時巴士車頭部位設有安全門，由於當時車輛均靠左行駛，其上下門設在車後左邊。
| 路線 | 營運公司 | 巴士數量 | 每車座位 | 起止站        | 途經                                 | 对应现状路线 | 備註         |
| ---- | -------- | -------- | -------- | ------------- | ------------------------------------ | ------------ | ------------ |
| 1    | 和利公司 | 12       | 24       | 東山—黃沙     | 財廳、長堤                           | 1            |              |
| 2    | 循環公司 | 12       | 24       | 東山—荔灣     | 財廳、豐寧路、長堤                   | 2            | 可與10路互調 |
| 3    | 大東公司 | 12       | 24       | 大东路—黄沙   | 萬福路、一德路、十三行               | 3            |              |
| 4    | 安華公司 | 12       | 24       | 小北—黃沙     | 倉邊路、財廳、長堤                   | 4            | 可與14路互調 |
| 5    | 勝利公司 | 12       | 24       | 東山—荔灣     | 大德路                               | 5            |              |
| 6    | 和利公司 | 12       | 24       | 小北—荔灣     |                                      | 6            |              |
| 7    | 西南公司 | 12       | 24       | 彩虹橋—河南   | 一德路                               |              |              |
| 8    | 鳳凰公司 | 10       | 20       | 小北—鳳凰崗   | 維新路                               | 8            |              |
| 9    | 明華公司 | 10       | 20       | 蘆排南—廣衛路 | 長堤                                 | 9            |              |
| 10   | 循環公司 | 12       | 24       | 西村—小港     | 海珠橋、中華路                       | （并入8路）  | 可與2路互調  |
| 11   | 廣華公司 | 12       | 24       | 廣九—西村     | 財廳                                 | 11           |              |
| 12   | 黃沙公司 | 12       | 24       | 流花橋—黃沙   | 中華路                               |              |              |
| 13   | 時利公司 | 12       | 24       | 黃沙—沙河     |                                      | （并入8路）  |              |
| 14   | 安華公司 | 12       | 24       | 環市線        | 白云路、东堤、泰康路、西濠口、盘福路 | 7            | 可與4路互調  |
| 15   | 維新公司 | 10       | 24       | 大東門—黃埔   | 中山公路                             |              |              |

1937年，廣州全市10間巴士公司合組，成立首間股份制公共巴士公司。

### 1949年後

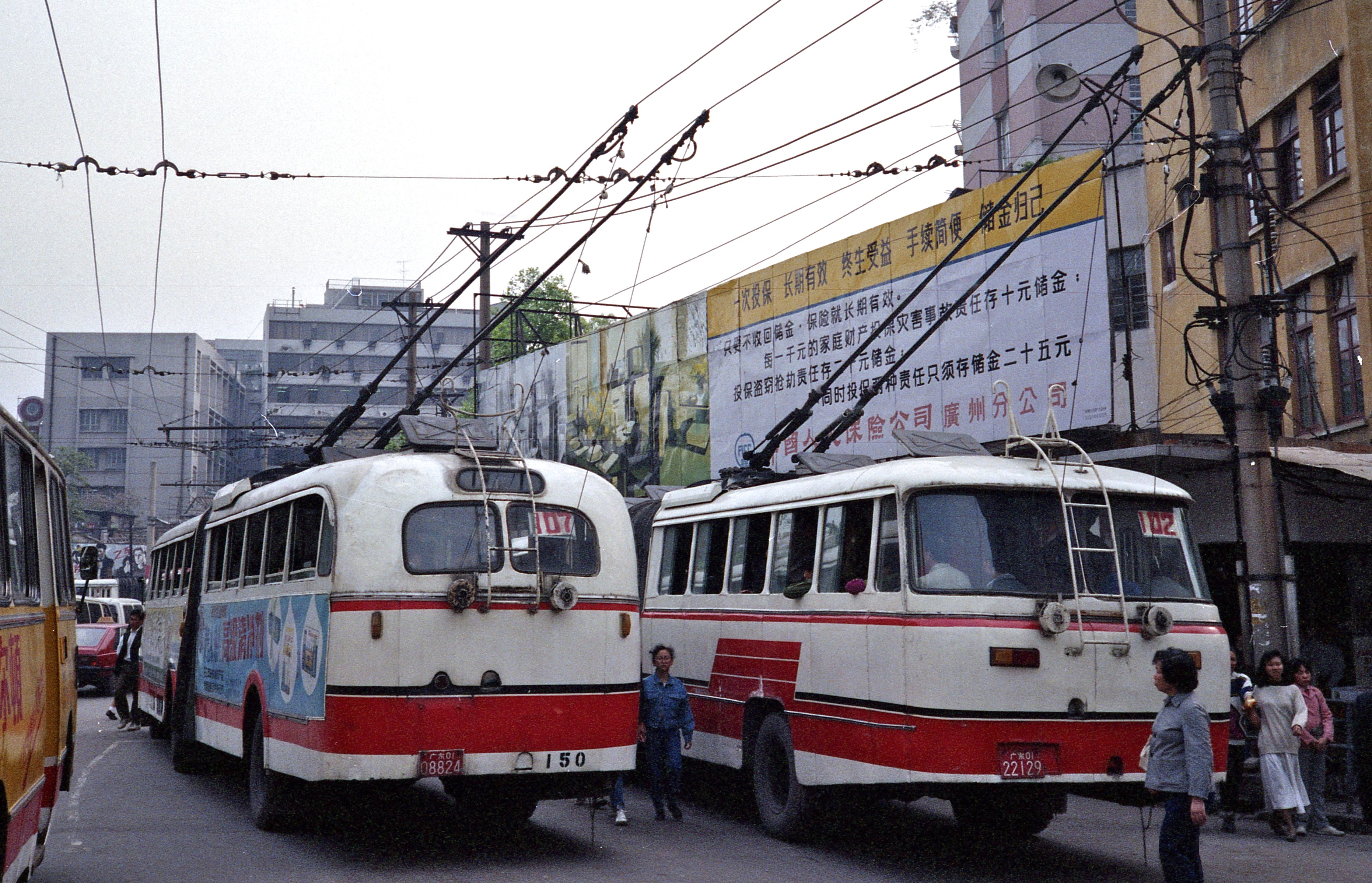
1991年東山電車總站的孖辮電車

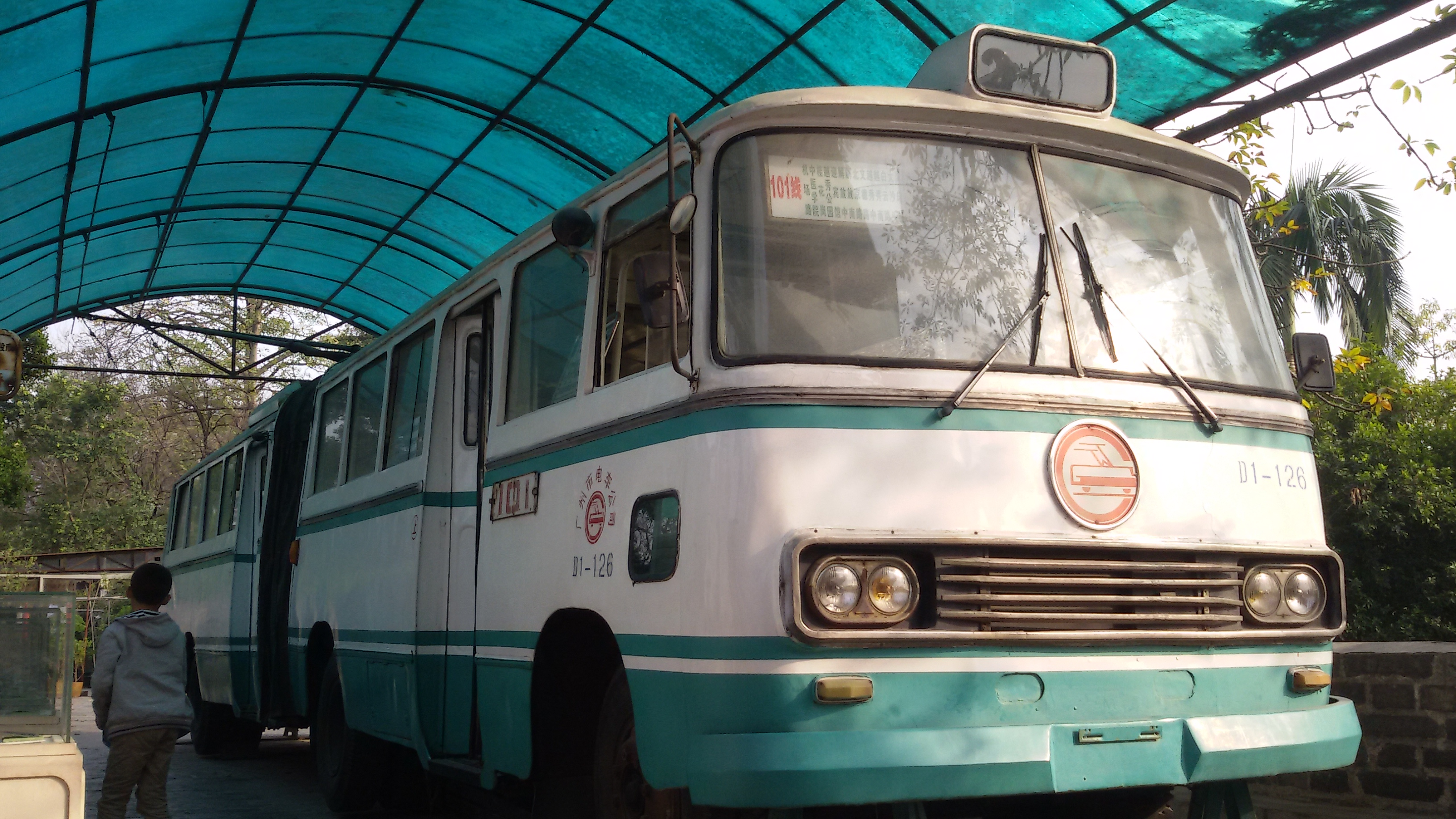
旧型大通道巴士

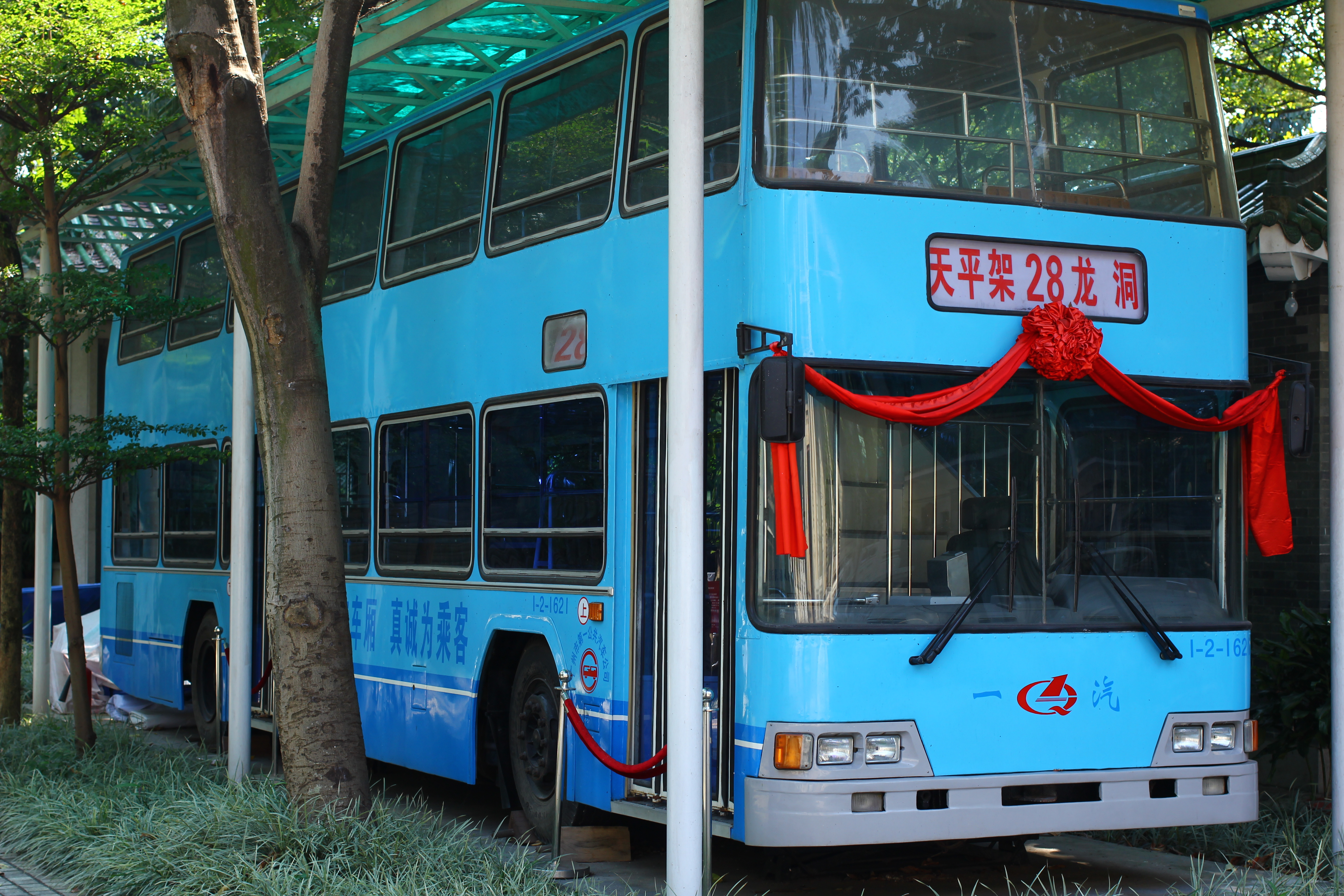
已退役的廣州牌雙層巴士，曾在28路（龍洞 ↔ 天平架）运营

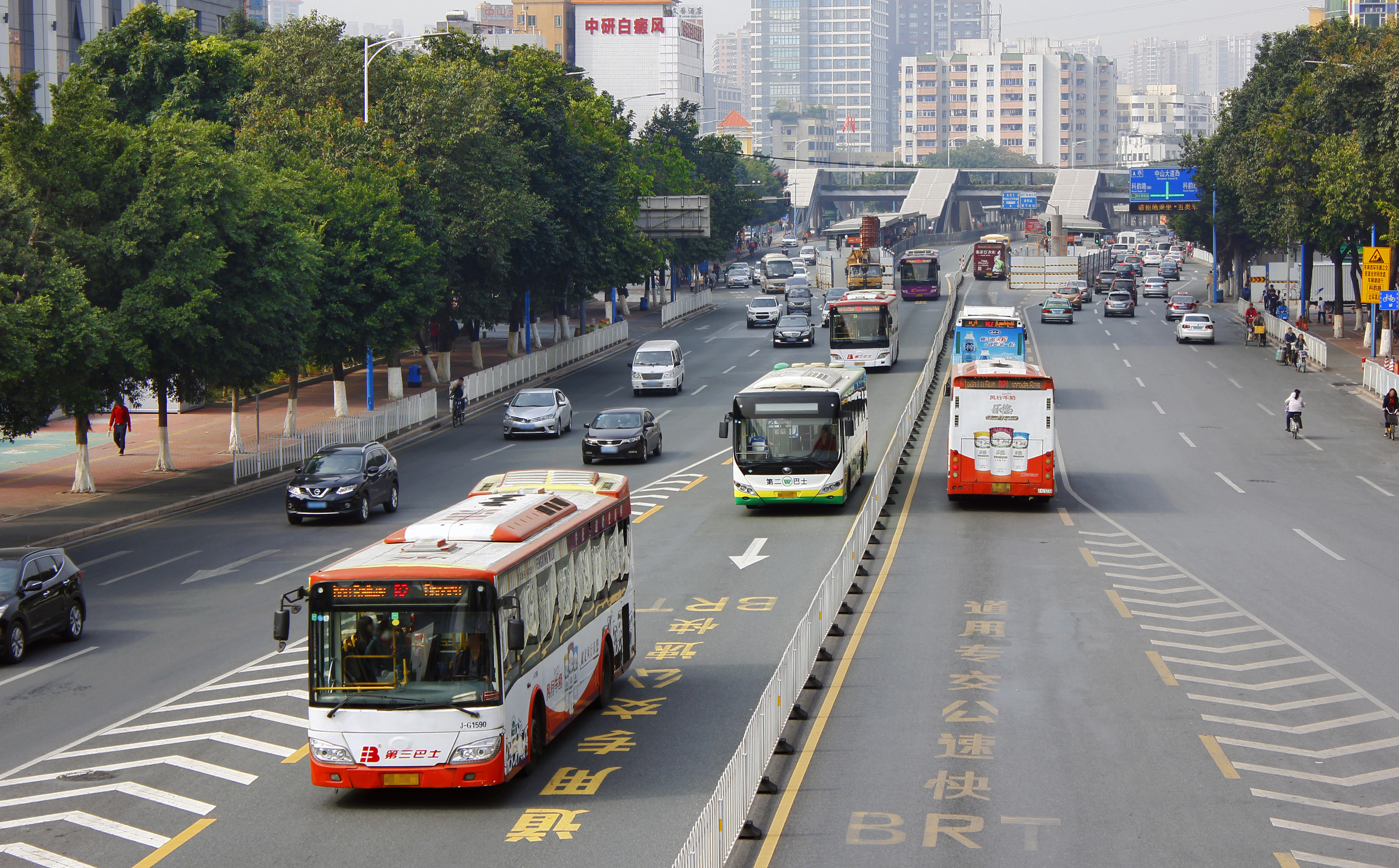
广州的BRT

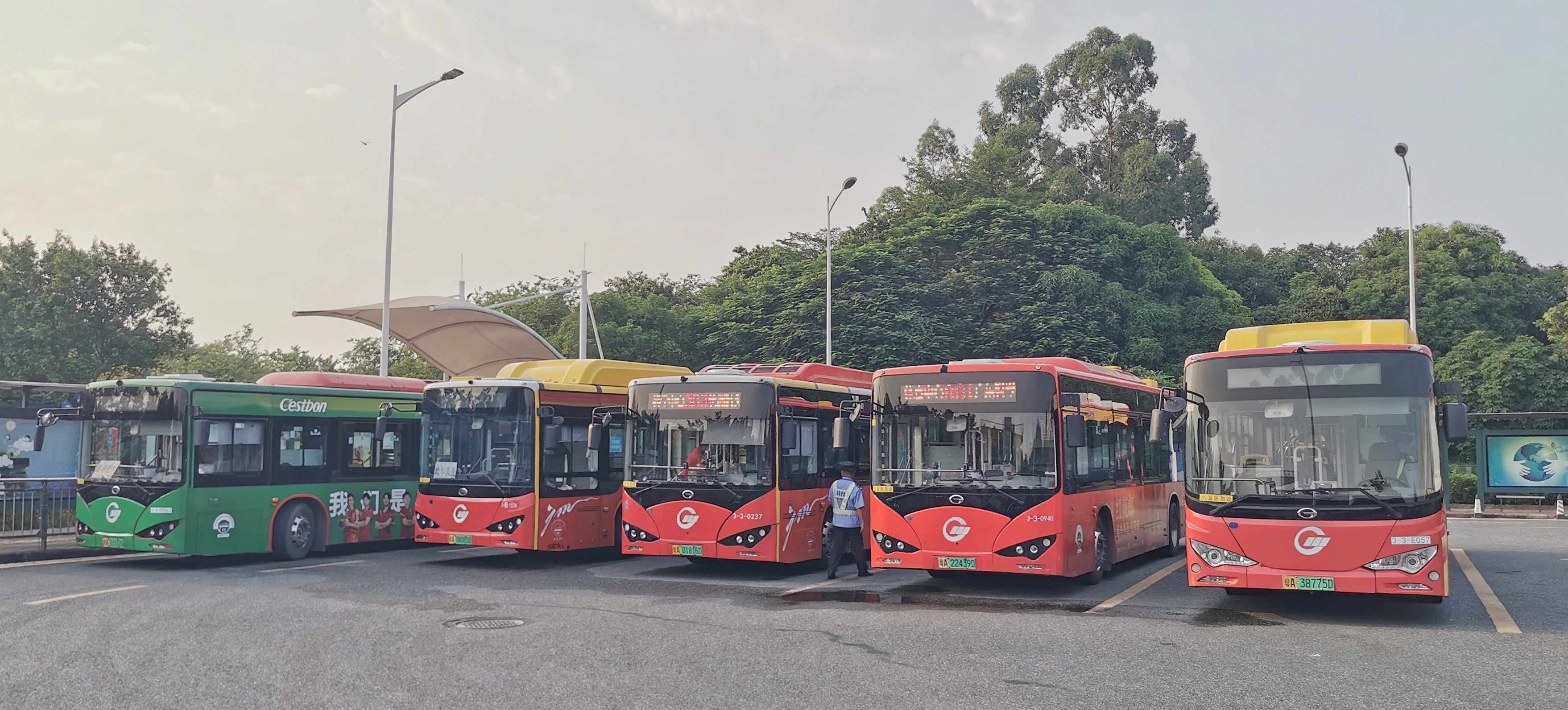
大学城（科学中心）公交总站的纯电动公交车

1950年初期，广州市区共有12条巴士路线。在首辆国营公共汽车上路之后，1953年1月，广州市第一公共汽车公司成立，负责广州市内的巴士营运。那时有198部巴士：国营87部、私营111部。而广州的第一部巴士是从东山往返黄沙的1路车。
1954年，广州在匈牙利购买了第一批伊卡鲁斯客车进行巴士客运；但后期由于发动机质量不佳且落后，部分巴士甚至出现了刹车系统失灵的情况，因此这批巴士在1970年代就被淘汰了。
1940~1980年代，广州巴士大量采用道奇汽车，它的形状像火柴盒，还是木制车厢，座位是硬木条坐椅，硬梆梆極不舒適。“火柴盒”至1970年代後期仍運營於广州近郊，1980年起才絕跡。
广州市的首条无轨电车线路在1960年9月30号通车，電車頂部連着架空电网，故俗稱“大辫子”。电车没有空调，座椅是木头做的，地板也是木头的，踩上去咯嗒咯嗒地响。
1970年代中，广州市客车装配厂出厂了由伊卡鲁斯客车改装而成的铰接车。这种长14.2米的巴士，实际用了两节车厢来制造，可以乘坐多达150名乘客。在每辆车的两节车厢内都各派一位售票员。由于车身长，乘客又多，所以售票员与司机之间通过按铃沟通。其中，1短表示“有人要下车”，2短表示“请关门”，1长表示车内有突发事件或危险情况，司机要停车。但由于这种车车身太长，占地面积大，不够灵活，速度又慢，在20世纪90年代中期便全部消失。但在BRT开通后，为应对庞大客流，新的18米铰接通道车投入到B1线路运营。
1985年，广州市政府在香港购买了部分双层巴士到广州进行营运，但都是即将退役的德国和英国制巴士，维修成本比较高，加上高架桥高度不足，双层巴士在1999年开始慢慢退出营运，直到2003年全部退出。2009年9月，雙層巴士重出江湖，不過这些車由于属于车厂的试验车因此没上車牌，让市民一度认为该车非法。直到2015年6月29日，雙層巴士才正式再次投入服務並行駛226線。
1993年，广州客车厂推出了前门上、后门下的广州牌客车。同时为配合当时的新款客车，广州市率先在全中国实施无人售票，这种无人售票的方式一直实施到现在。在无人售票巴士出现之前，还出现了巴士售票员在到站时拍车身来吸引乘客上车的情况，不过无人售票巴士出现之后就消失了。
1994年6月，广州市一汽公司在推出202路空调公共汽车，是廣東省公車空调化的先驅。使用车型为当时最新的广州牌GZK6100空调巴士，这条线开通不久后，改为引入美国二手NEOPLAN巴士，后来这款巴士在1995年被国务院发展研究中心颁发了「全国首条冷气公共汽车无人售票线路」和「中华之最」的荣誉证书。空调巴士在广州逐渐成为主流并替代了非空调车，广州的最后一部非空调车于2013年10月9日深夜正式退出历史舞台。
2005年起，广州市建设部门展开快速公交概念研究，并于2008年11月30日动工。但由于施工期间需要对天河路及中山大道部分路面及人行道进行围蔽施工，令该路段交通异常拥堵，BRT因此也被戏称为“不让通”。2010年2月10日，广州BRT开通，并在2013年获评为BRT系统“金牌标准”，成为亚洲唯一被评为“金牌标准”的BRT系统。
随着地铁线网的不断完善，加上电动自行车和私家车的发展，公交的客流开始下降。2016年，广州地铁日均客流量首次超过公交。2023年，公交在广州市公共交通的占比已降至24%，而地铁则上升至69%。

## 巴士公司

### 中心区

#### 政府持有公司
广州市公共交通集团有限公司（简称广州公交集团）是广州市人民政府国有资产监督管理委员会直接监管企业，前身为广州交通集团有限公司。2017年5月，经广州市委市政府同意，筹备组建广州市公共交通集团有限公司。广州公交集团共整合包括4户地面公交企业在内的12户公共交通国有企事业单位，下属巴士公司有广州市一汽巴士有限公司、广州公交集团第二公共汽车有限公司、广州公交集团第三公共汽车有限公司和广州公交集团电车有限公司。公交集团经营广州市1214条巴士路线，拥有13248辆巴士，营运路线覆盖广州市全市11区，日均服务市民536万人次，占广州市巴士客运量的81.09%。
- 广州市一汽巴士有限公司（简称一汽巴士）前身为广州市第一公共汽車公司（简称一汽），于1952年9月8日成立。2004年11月成为国有资本和民营合资公司，名称更改为广州市一汽巴士有限公司。
- 广州公交集团第二公共汽车有限公司（简称廣州二汽）前身是廣州市郊縣交通運輸公司，於1977年10月1日成立。在广州市中心区经营巴士的下属企业有廣州市第二巴士有限公司、广州市新福利巴士服务有限公司、广州市溢通巴士有限公司、广州市番广客运有限公司和广州花都恒通客运发展有限公司。
- 广州公交集团第三公共汽车有限公司、廣州馬會巴士有限公司
- 广州公交集团电车有限公司

#### 私營巴士公司
- 广州新穗巴士有限公司是於1994年9月13日由香港乐意发实业有限公司与广州市第一公共汽车公司合作成立的中外合作公交企业。1995年，新穗巴士原合作单位广州市第一公共汽车公司变更为广州市第三公共汽车公司。1998年，新穗巴士原乐意发控股股东整体转让给宏佳公司。2001年6月，新穗巴士与主要经营广州市内中巴线路的广州市第三公共汽车公司第五分公司合并重组为中外全民營企業[11]。2007年10月12日，廣州市交通委員會要求广州市一汽巴士、廣州市電車公司和廣州新穗巴士共同出资成立一间名为廣州市第一巴士有限公司的公司[12]，新穗巴士的巴士车身塗裝被統一要求使用一汽巴士的塗裝。現時，新穗巴士為宏佳偉業控股的子公司，经营30多条巴士路线。
- 广州珍宝巴士有限公司和广州市白马巴士有限公司

### 空港经济区
空港经济区巴士公司有广州白云国际机场空港快线运输有限公司。

### 番禺区
番禺区巴士公司有广州市番禺区公共汽车有限公司、广州市番广客运有限公司、广州锦信公交有限公司、廣州悅暢交通發展有限公司、广州创大公交有限公司、广州市一汽巴士有限公司和广州巴士集团有限公司第三分公司。

### 南沙区
南沙区巴士公司有广州公交集团南沙巴士有限公司、广州南沙交通发展有限公司、广州南沙经济技术开发区蒲洲汽车运输有限公司、广州南沙润信公交有限公司和广州创大公交有限公司南沙分公司。

### 花都区
花都区巴士公司有广州市花都公共汽车有限公司、广州花都恒通客运发展有限公司和广州市富都客运有限公司。

### 增城区
增城区巴士公司有广州市粤运汽车运输有限公司、广州巴士集团有限公司增城分公司和广州市荔通公共汽车有限公司。

### 从化区
从化区巴士公司有广州市从化公共汽车有限公司、广州顺途公共汽车有限公司和从化中旅旅游运输有限公司。

## 路線概況
广州于1920年開始出现巴士服務，到1923年初步形成4條巴士路線： 
1. 沙河至大東門；
2. 東山至西濠口（設東山、大東門、財廳前、西濠口4個站）；
3. 東山至沙基東橋（設東山、東堤、靖海路口、沙基東橋4個站）；
4. 司後街至天字碼頭。

後為方便市民乘搭，1928年將巴士路線改為三色（紅、黃、綠）路線和新辟路線。
- 紅線：普濟橋經泰康路至廣九站。
- 黃線：黃沙經長堤、永漢路、惠愛路至東山公園。
- 綠線：普濟橋經豐甯路、惠愛路西至大新公司前。
- 新辟線路：禺山市至十一甫口。

1948年時有12條市區巴士線，分由六間公司承辦，還有4條郊區線；到了1990年時擁有合共270條巴士線，其中市區月票線44條，市區專線78條，郊線29條，市屬縣線109條，夜班及輔線10條。
目前，广州市全市（含番禺、南沙、增城、从化、花都区）在2018年共有巴士路线1,251条，总里程达2.3万公里；公交专用道总里程达到519.4公里，车辆1.5万辆，其中中心六区的纯电动巴士已达1.1万辆，电动巴士规模居全球第2。中心城区（不含番禺、南沙、增城、从化、花都区）在2020年共有巴士路线865条，线网密度超3.9公里/平方公里，总里程超1.54万公里。2019年3月，广州市常规公交日均客运量为648万人次。

### 广州市公共汽车电车新开线路运营权招标（2017年及以后）
2017年6月14日，广州市交通委员会开展广州市公共汽车电车新开线路运营权招标，预中标人名单于同年7月19日公布，共设6个标的：
- 标的一：中心区（包括越秀、荔湾、海珠、天河、黄埔、白云等区）公共汽车电车新开线路运营权，预中标人为电车公司、一汽巴士、三汽公司、第二巴士、润信公交。
- 标的二：中心区与番禺区之间公共汽车电车新开线路运营权，预中标人为电车公司、一汽巴士、番广客运。
- 标的三：中心区与南沙区之间公共汽车电车新开线路运营权，预中标人为番广客运、南沙巴士、润信公交。
- 标的四：中心区与花都区之间公共汽车电车新开线路运营权，预中标人为花都恒通、花都公汽、新穗巴士。
- 标的五：中心区与增城区之间公共汽车电车新开线路运营权，预中标人为三汽公司、锦信公交、溢通巴士。
- 标的六：中心区与从化区之间公共汽车电车新开线路运营权，预中标人为第二巴士、新穗巴士、白马巴士。

2017年11月27日，广州市交通委员会公示，为进一步完善珠江新城公交网络，方便市民出行，拟在珠江新城开行两条公共汽车线路，中标人名单于2018年4月10日公布。
- 花城广场西总站环线：编号为668路，由一汽巴士中标，于2018年9月16日开通，2021年5月30日调整为华成路（高德置地广场）总站环线，2024年8月11日停运。
- 马场路总站环线：编号为669路，由电车公司中标，于2018年9月16日开通，2024年1月1日划归巴士集团第一分公司运营。

2018年10月17日，广州市交通委员会通告，为进一步强化与外围区新兴区域间的公交服务，综合市民出行需求，拟开行四条公共汽车线路，中标人名单于同年12月7日公布。
- 富力金港城—钟落潭地铁站：由花都恒通中标，编号为716路，于2019年1月20日开通。
- 萝岗—永和（崇和花园）、湖山国际公交总站—黄埔体育中心、凤凰城—科学城（天泰二路）：由三汽公司中标，编号分别为373路、374路和375路，于2019年3月3日开通，2024年1月1日划归巴士集团第四分公司运营。

2019年11月29日，广州市交通运输局通告，为加强公交与地铁的衔接，进一步强化与外围区新兴区域间的公交服务，综合市民出行需求，拟开行六条公共汽车线路，中标人名单于2020年3月10日公布。
- 龙溪村委总站环线：由电车公司中标，线路编号为670路，于2020年6月1日开通[24]。
- 地铁嘉禾望岗站总站环线：由第二巴士中标，前身为其开行的嘉禾1线便民车。线路编号为671路，于2020年6月6日开通，2021年11月6日大幅调整走向。
- 瑞东花园总站环线：由三汽公司中标，线路编号为377路，于2020年9月19日开通，2024年1月1日划归巴士集团第四分公司运营。
- 富力悦禧花园—南岗（国际礼品玩具城）：由三汽公司中标，线路编号为376路，于2020年5月10日开通，2024年1月1日划归巴士集团第四分公司运营。
- 新塘（四望岗公园）—永和（万科里享家）：由溢通巴士中标，线路编号为379路，于2020年8月31日开通，2022年5月1日、6月1日分别划归巴士集团第二、第三分公司运营，2024年1月1日划归巴士集团第四分公司运营。
- 黄埔客运站—东莞碧桂园十里江湾：由三汽公司中标，线路编号为378路，于2020年5月30日开通[24]，2024年1月1日划归巴士集团第四分公司运营，2024年5月5日停运[25]。

## 票价
根据《广州市发展改革委关于规范我市公交线路票价申报核定有关问题的通知》（穗发改〔2018〕504号）规定，广州市公共汽车票价与营运里程对应关系为：
| 全程营运里程（公里） | 全程营运里程（公里） | <11.33       | 11.33-21.49  | 21.49-22.65  | 22.65-31.71  | 31.71-40.77  | 40.77-49.83  |
| -------------------- | -------------------- | ------------ | ------------ | ------------ | ------------ | ------------ | ------------ |
| 每人次票价           | 日班车               | 1元          | 2元          | 2元          | 3元          | 4元          | 5元          |
| 每人次票价           | 夜班车               | 3元          | 3元          | 4元          | 4元          | 4元          | 4元          |
| 每人次票价           | 快车 （不设中途站）  | 0.283元/公里 | 0.283元/公里 | 0.283元/公里 | 0.283元/公里 | 0.283元/公里 | 0.283元/公里 |

公交企业根据上述对应表确认票价，对票价在3元及以上的线路票价需设置分段收费。营运里程、途经收费路桥不同，具体票价不同。
根据《2018-2020年度广州市城市公共汽（电）车企业营运成本监审报告》，广州公交现行人次票价为1.25元，年均每公里营运成本为2.50元/公里；不冲减财政补贴年均单位人次营运成本为4.28元/人次，年均每公里营运成本为8.58元/公里。
2024年9月1日起，广州市中心六区和南沙区所管理的公交线路启用新版票价方案，日班车仅保留两档票价，若线路经过收费路段则在原票价基础上加收1元：
| 线路类型 | 票价标准                     | 票价标准                     |
| 线路类型 | 全程营运里程 （km）          | 票价 （元/人次）             |
| -------- | ---------------------------- | ---------------------------- |
| 日班车   | ≤20                          | 2                            |
| 日班车   | >20                          | 3                            |
| 夜班车   | ≤21.49                       | 3                            |
| 夜班车   | >21.49                       | 4                            |
| 快车     | 0.283元/公里，四舍五入取整。 | 0.283元/公里，四舍五入取整。 |

## 相关事件

### 22路停办
广州巴士22路曾是一条由广州市一汽巴士营办，往来越秀区广卫路与天河区华南理工大学的巴士线路。该线路于1952年开办，2011年5月停办。2011年5月下旬，广州市交委为“减少中心区公交线路间及公交线路与地铁网络的重叠，提高公交资源利用率”而宣布将22路停运，成为广州市第一条因地铁线路的问题而暂停运营的巴士路线。由于22路在开办后很长一段时间内为连接石牌、岗顶与广州市区的唯一一条公交线路，其停办消息传出后引发了众多市民的回忆与不舍。2011年5月27日晚，执行完最后一趟运营任务的22路车停靠在五山华工大总站时，吸引了上百位市民前来拍照留念。
市交委在此前称22路只是“暂停营运”，22路番号不但不会取消，还将改为从华工始发到其他地方的线路继续运营。2012年年初，市交委对一条从华工出发、前往龙洞的公交线路进行公示，许多巴士迷猜测此线为新的22路，但正式运营时使用775路的编号，线路的属性也被定义为“公共中小巴”。有关工作人员称此前有想过将此线路使用22路的编码，但安排在中小巴线路不合适，便放弃了相关计划。截至2022年6月，22路的编码仍处于空置状态。

### 隨車監視與盤查
在未有廣泛預告與公眾諮詢等情況下，廣州市公交集團指定廣州市保安服務總公司承接2019年重點時期巴士线路的安全員服務。同年9月1日，廣州市公安局聯合廣州市交通運輸局等相關部門，會同廣州市公交集團，為首批200進駐巴士的人員舉行啟動典禮，預計到年尾會覆蓋至廣州市區71條巴士路線共2005個班車，共投入2500人統一攜帶通信及手持檢測儀等裝備登車，隨車監視被列為重點巴士路線的乘客及其攜帶物品；任何乘客都可能隨時被盤問與搜查隨身物品，而被認為帶有違禁品的乘客如果拒絕搜查或離開巴士，有機會被移交警方處理。

### 粤剧文化主题公交

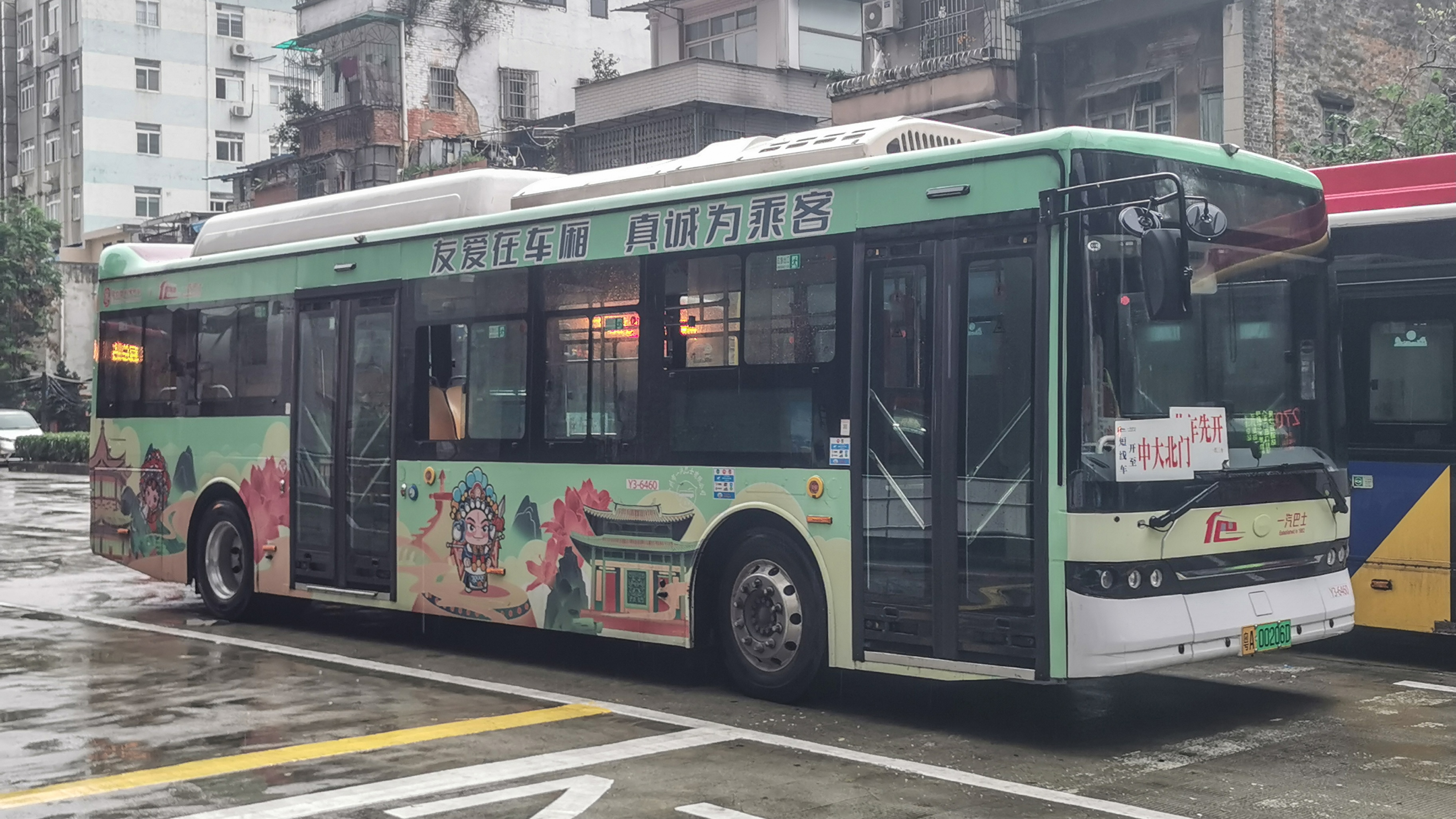
泮塘总站的粤剧文化主题公交

2022年6月8日，为庆祝粤剧艺术博物馆开馆6周年，一汽巴士在两部8路配车上使用11段粤曲报站，开全国之先例。

### 粤语相声主题公交

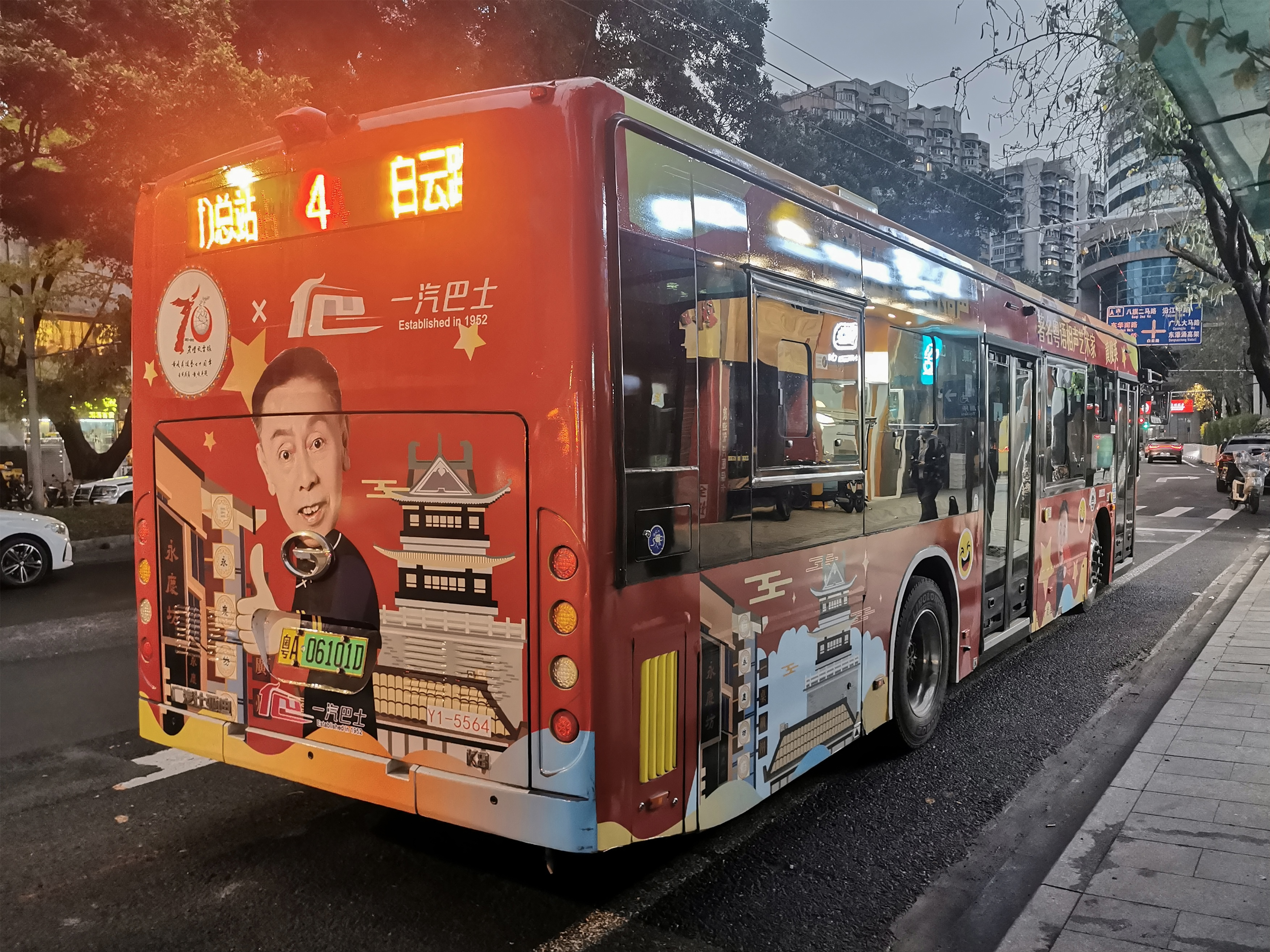
白云路总站的粤语相声主题公交

2023年2月28日，一汽巴士与黄俊英合作，在两部4路配车的部分常规报站之后添加粤语相声报站，开全国之先例。